# Гілея (Скіфія)
Гілея (від дав.-гр. Ὑλαία, Гюлая — «Ліс») — згадувана в написах з Ольвії та Геродотом (IV, 9,18, 19, 54, 55, 76) лісиста місцевість в Скіфії, частина її, імовірно, належала або використовувалась Ольвією. 
Гілею локалізують в південній частині спільної заплави Нижнього Дніпра та Конки, від сучасного Нікополя до Берислава, а також на суміжній ділянці лівобережжя (Олешшя) від міста Каховки до Кінбурнської коси.
З Гілеєю пов'язані: так звані «елінська» версія походження скіфів — тут в печері Геракл знайшов матір своїх майбутніх дітей — Змієдіву; а Анахарсіс — свою загибель під час відправ грецькій Матері богів від стріли свого брата царя Савлія за зраду скіфських звичаїв.

## Вшанування та використання імені «Гілея»
У місті Миколаїв є вулиця Гілеї.